# Pamphile Le May
Pour les articles homonymes, voir Le May.
Léon-Pamphile Le May, né le 5 janvier 1837 à Lotbinière et mort le 11 juin 1918  à Deschaillons au Québec, est un romancier, poète, conteur, traducteur, bibliothécaire et avocat canadien (québécois).

## Biographie
Pamphile Le May est né en 1837 dans le rang Saint-Eustache à Lotbinière. Il est le cinquième d’une fratrie de 14 enfants nés de Léon Lemay et Marie-Louise Auger. Il étudie à Trois-Rivières chez les frères des écoles chrétiennes et au petit séminaire de Québec, où il se lie d'amitié avec Louis-Honoré Fréchette. Il étudie le droit en 1858 puis comme plusieurs Canadiens français de son époque, il part aux États-Unis dans le but de trouver du travail. Il se rend à Portland dans le Maine, où il ne reste que quelques jours. Au retour, il s'arrête à Sherbrooke, où il occupe un emploi de commis dans un magasin durant deux semaines. 
Revenu chez lui, il entreprend d'entrer chez les oblats et commence ses études de philosophie et la théologie. De santé fragile, il doit abandonner ses études, mais il se remet au droit et devient traducteur à l'Assemblée législative du Canada-Uni.  Pour la plus grande partie de sa vie, il habite à la ville de Québec.
Le 22 octobre 1863, il se marie à Marie-Honorine-Sélima Robitaille. De leur union naîtront 14 enfants. Sa première fille se prénomme Évangéline, en  référence à l'héroïne du poème de Longfellow dont il faisait la traduction au moment de sa naissance.
Ayant parallèlement trouvé du temps pour l'écriture, il est admis au barreau du Québec en 1865. À l'âge adulte, il modifie la graphie de son nom, passant de « Lemay » à « LeMay » puis finalement « Le May ». Ses ouvrages les plus connus sont Les Contes vrais, Le pèlerin de Sainte-Anne, Picounoc le maudit. Il a traduit les œuvres de William Kirby et Henry Wadsworth Longfellow, notamment le poème Évangéline.
En 1867, Pamphile Le May est nommé au poste de bibliothécaire de la nouvelle Assemblée législative du Québec par le Premier Ministre de la province, Pierre-Olivier Chauveau.
À son entrée en fonction, il doit recomposer une nouvelle bibliothèque, car la plus grande partie des collections a été transférée à l'État fédéral nouvellement constitué.
Une grande partie de son travail consiste en l'achat d'ouvrages pour accompagner les parlementaires dans leurs fonctions. Pour ce faire, il met en place un système d'échanges de documents parlementaires et de livres avec plusieurs pays dont, entre autres, les États-Unis, la France et la Norvège. De plus, il s'est associé avec certains intermédiaires pour l'achat de livres à l'étranger. Or, en 1886, un des agents en Europe, Arthur Dansereau, lui présente des doubles factures. Cet incident pousse le solliciteur général de l'époque, Edmund James Flynn, à tenter de compromettre Le May. Cependant, le député James McShane défend le bibliothécaire dont la réputation a été sauvée.
En 1883, l'incendie de l'Hôtel du Parlement décime les collections de la bibliothèque. Il ne reste plus qu'environ 4 500 livres ; Le May rebâtit alors les collections.
En 1892, à l'âge de 55 ans, il est mis à la retraite. Il est remplacé par Narcisse-Eutrope Dionne. À son départ, la bibliothèque de la législature détient 33 804 livres.
À cette époque, sa carrière littéraire est florissante. Il fait partie de l'École littéraire de Québec et tient des correspondances avec Antoine Gérin-Lajoie, Joseph-Charles Taché et François-Xavier Garneau. Poétiquement, il est romantique comme Octave Crémazie, mais en même temps il est plus personnel, s'inspirant notamment de Lamartine.
Membre fondateur de la société royale du Canada en 1882, il reçoit un doctorat honorifique de l'Université Laval en 1888. 

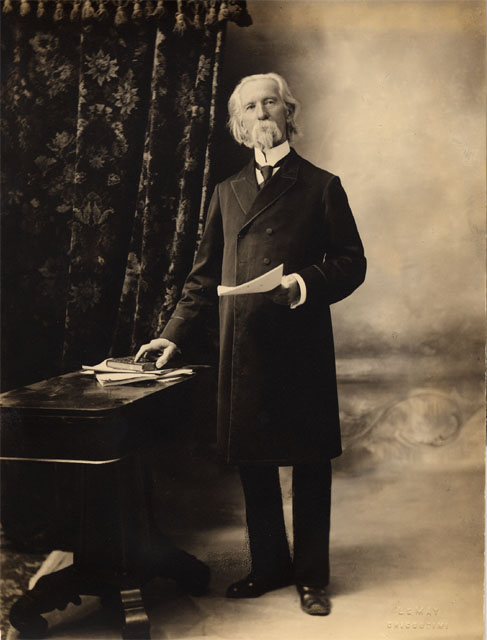
Pamphile Le May vers 1910.

Le May est honoré de la rosette d'Officier de l'instruction publique en 1910, titre remis par le gouvernement français. D'inspiration libérale, il a composé des poèmes en l'honneur de Wilfrid Laurier, Félix-Gabriel Marchand, Louis Riel et Honoré Mercier. Même s'il habite en ville, il préfère l'air frais de la campagne. Il reste l'ami de Louis Fréchette, Napoléon Legendre et Adolphe Poisson. 
Il meurt à Deschaillons en 1918 entouré de ses proches et est inhumé au cimetière du même endroit. Ses livres continuent à être republiés pendant les années 1970, les années 1980 et les années 1990.
Pamphile Le May est inscrit au Registre du patrimoine culturel du Québec à titre de personnage historique le 13 juin 2019.

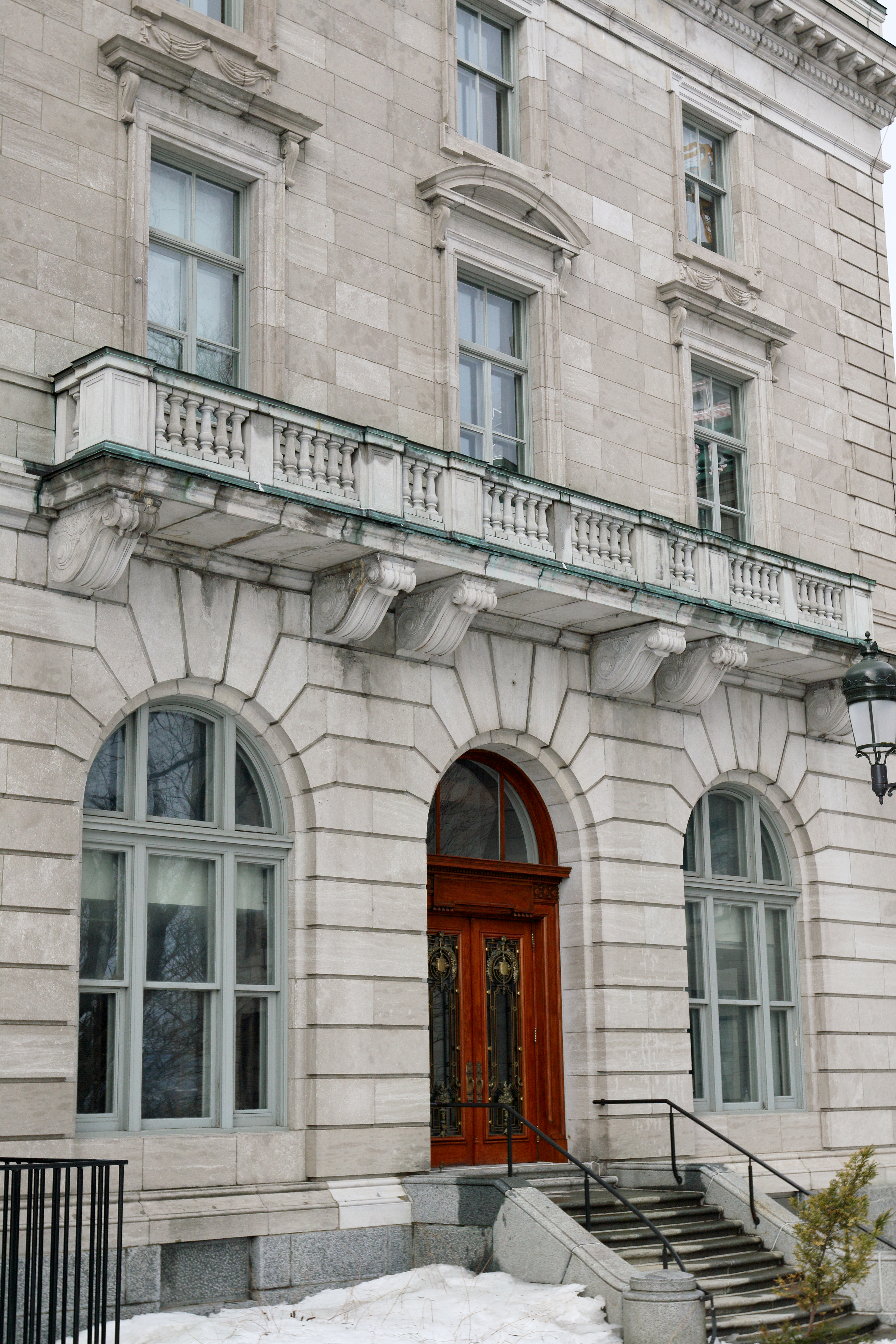
Édifice Pamphile-Le May

## Œuvres

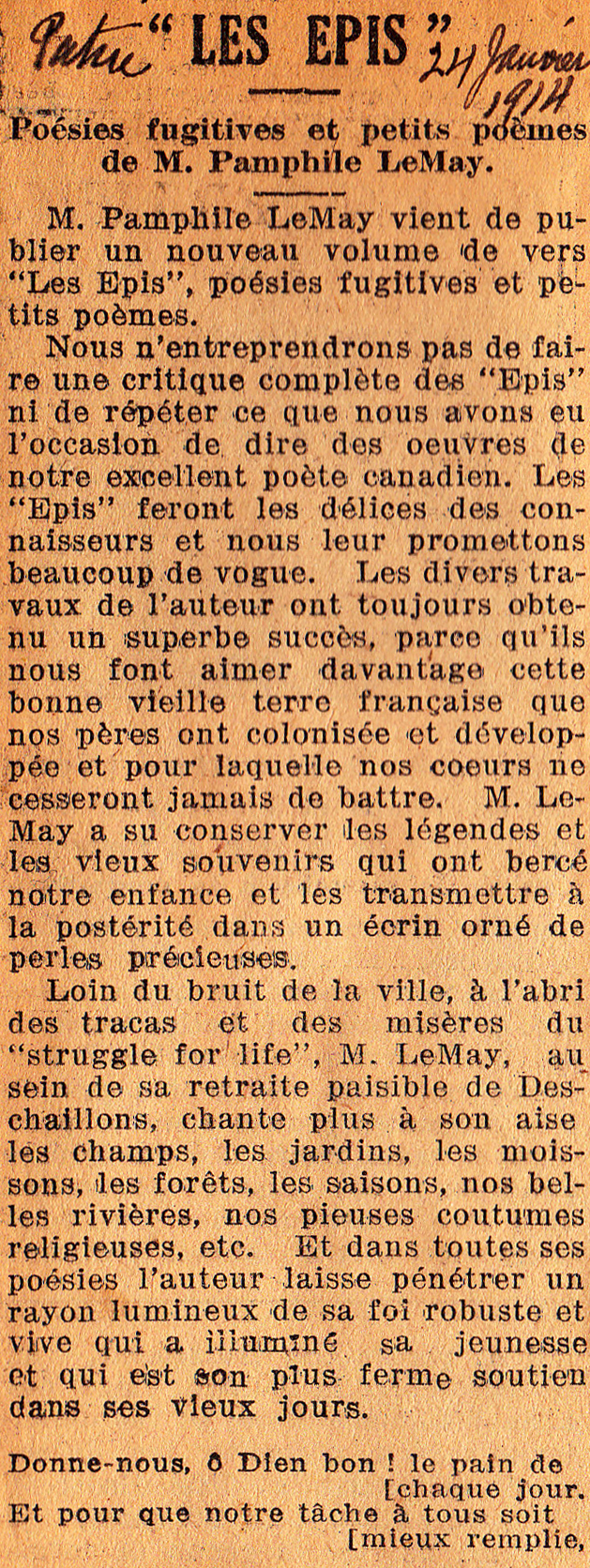
Critique du recueil Les Épis dans La Patrie

Le fonds d'archives de Pamphile Le May est conservé au centre d'archives de Québec de Bibliothèque et Archives nationales du Québec,.

### Poésies
- Essais poétiques (1865)
- Deux poèmes couronnés par l'Université Laval (1870)
- Les Vengeances (1875)
- La Perle cachée (1876)
- Une gerbe (1879)
- La Chaîne d'or (1879)
- Petits poèmes (1883)
- Tonkourou (1888), nouvelle édition refondue des Vengeances de 1875.
- Les Gouttelettes (1904)
- Les Épis (1914)
- Reflets d'antan (1916)

### Romans
- Le Pèlerin de Sainte-Anne (1877), réédition 1998
  - Tome I, Tome II
- Picounoc le maudit (1878), réédition 1972
  - Tome I, Tome II
- L'Affaire Sougraine (1884), réédition 1999
- Fêtes et corvées (1898)
- Le Pèlerin de Sainte-Anne (1930), version expurgée, destinée à la jeunesse, du roman de 1877.
- Batailles d'âmes (1996), édition posthume d'un roman inédit publié dans La Patrie du 4 novembre 1899 au 26 janvier 1900.

### Contes
- Fables canadiennes (1882)
- Fables (1891)
- Contes vrais (1899) En 1907, Le May double ce recueil par la publication d'une seconde édition revue et augmentée de vingt et un contes - 551 pages - chez Beauchemin, Montréal[12], réédition moderne par Jeanne Demers et Lise Maisonneuve aux Presses de l'Université de Montréal, coll. Bibliothèque du Nouveau Monde, 1993.

### Autres ouvrages
- Catalogue de la Bibliothèque de la législature de Québec (1870)
- Rouge et bleu (1891), comédies
- Maison paternelle (1929), publication posthume

### Traduction
- Évangéline et autres poèmes de Longfellow, textes de Henry Longfellow, traduction de Le May, édition posthume en 1978, réédition 2009
- Le Chien d'or de William Kirby

## Hommages
- L'école secondaire de Sainte-Croix dans la MRC de Lotbinière porte son nom[13].
- En 1972, la ville de Québec donne son nom à un parc et une rue de l'arrondissement Sainte-Foy-Cap-Rouge. D'abord orthographié « Lemay », c'est corrigé pour « Le May » en 1994[14].
- En 1980, le gouvernement du Québec change le nom de l'édifice parlementaire B pour lui donner le nom d'Édifice Pamphile Le May. Celui-ci sera déclaré site historique national le 20 juin 1985[15].
- Une plaque "Ici vécut de la ville de Québec est présente au 722 Côte d'Abraham, en son honneur, pour indiquer son ancien lieu de résidence.